# Морозов Євген Володимирович
Євген Володимирович Морозов (рос. Евгений Владимирович Морозов, нар. 14 лютого 2001, Москва, Росія) — російський футболіст, центральний захисник московського «Локомотива».

## Ігрова кар'єра
Євген Морозов є вихованцем футбольної академії московського «Локомотива». З 2019 року він почав свої виступи у молодіжній команді «Локомотива». Також паралельно футболіст грав у фарм - клубі „залізничників“ «Казанка» у Другій лізі.
Другу половину сезону 2021/22 Морозов провів в оренді у клубі Першої ліги «Волгар» з Астрахані. У липні 2022 року Морозов знову був відправлений в оренду. Цього разу його клубом став воронезький «Факел». Саме у складі цієї команди футболіст дебютував у матчах Прем'єр-ліги - у домашньому матчі проти «Урала».
У 2023 році Морозов повернувся до «Локомотива» і в першому турі РПЛ зіграв першу свою гру у складі московського клуба.